# Brooksbrücke
Die Brooksbrücke ist eine denkmalgeschützte Straßenbrücke im Hamburger Stadtteil HafenCity und führt von der Straße Bei den Mühren über den Zollkanal zur Straße Brook auf dem Kehrwieder. Die Brücke wurde im Rahmen der feierlichen Einweihung der Speicherstadt im Jahr 1888 als "Haupttor" genutzt und erhielt ihren Schlussstein von Wilhelm II. bei seinem ersten und einzigen Besuch in Hamburg.

## Lage und Historie
Wie der Name der Straße, leitet sich auch der Name der Brücke von der Gegend südlich der Hamburger Altstadt ab. Als "Brook" wird tiefergelegenes Land bezeichnet, das bei Sturm von Wasser überspült wird und nur bei Niedrigwasser oder in den Sommermonaten bewirtschaftet werden kann. Es besteht eine Bedeutungsverwandschaft mit dem hochdeutschen Wort "Bruch". Der Brook südlich des Cremon war eine eingedeichte Insel, auf der sich Gewerbe ansiedelten, für die in der Altstadt nicht ausreichend Platz war: Schmiede, Schiffbauer und Färber. Im Jahr 1535 ist für die Straße auch der Name Schiffbauer-Brook nachgewiesen. An dieser Stelle existierte mindestens seit dem 16. Jahrhundert eine Brooksbrücke. Die heutige Brooksbücke wurde im Jahr 1888 im Zuge des Ausbaus der Speicherstadt errichtet. Zur Konzeption der Speicherstadt gehörte die Belieferung der entstehenden Speicher durch Schuten und Schleppkähne, weswegen die dortigen Brücken über eine bestimmte Durchfahrtshöhe und -breite verfügen mussten. Daher wurden viele der hier zum Teil erst seit Kurzem existierenden Steinbrücken, die auf Bogengewölben mit Zwischenpfeilern ruhten, abgebrochen und durch stützenfreie Brücken in genormter Bauweise ersetzt. Das betraf auch die erst im Jahr 1879 erbaute Brooksbrücke. Sie hatte zwei Bögen und einen Zwischenpfeiler. Teile dieser älteren Brücke fanden als Spolien beim Bau der Feenteichbrücke, wie Teile der nahen Kornhausbrücke ebenfalls, weitere Verwendung: zwei Löwen, die jeweils ein Wappenschild in den Pranken halten, sind vor der Durchfahrt von der Außenalster zum Feenteich aufgestellt.

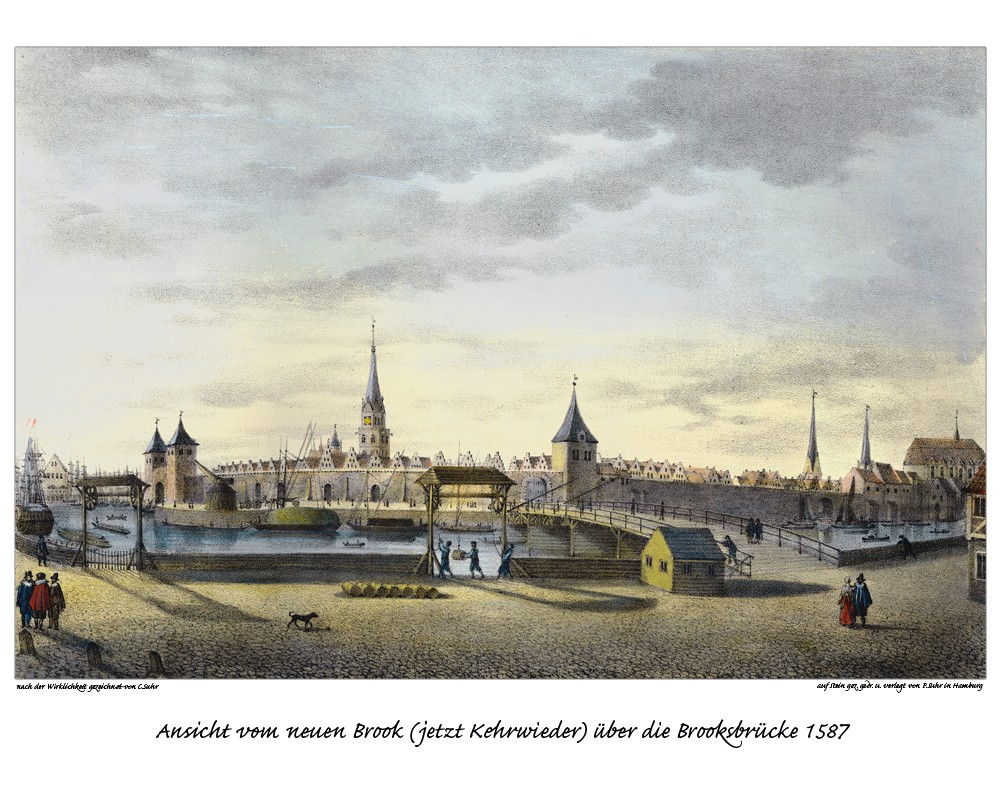
Eine frühere Brooksbrücke (1587)
Vorgänger der Brooksbrücke (1883)
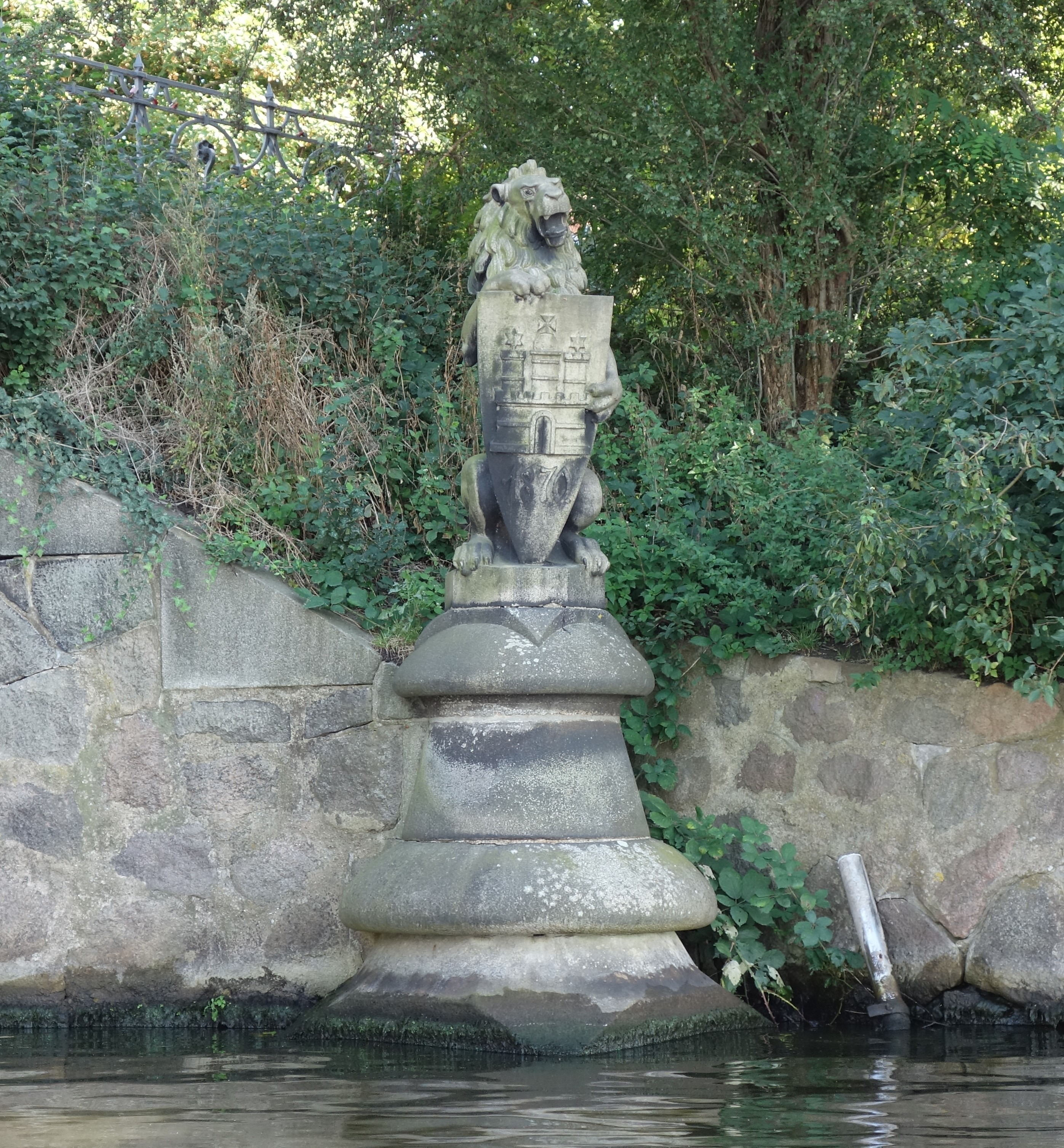
Löwe bei der Feenteichbrücke
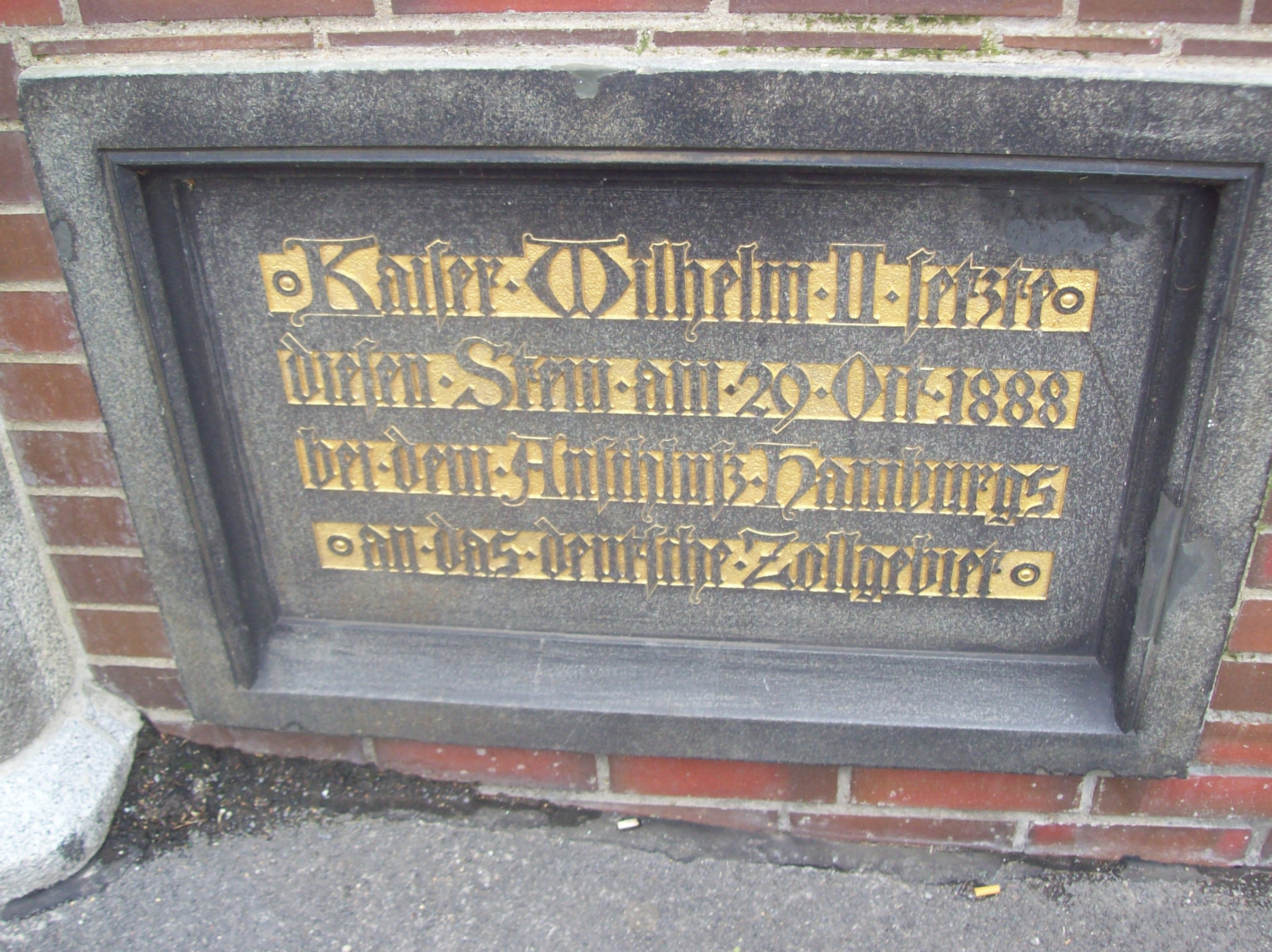
Schlussstein der Brooksbrücke

## Bau und Einweihung
Die Brooksbrücke hat einen Stahlfachwerkbogen mit einer Stützweite von 44 Metern. Ursprünglich befand sich am Ende auf dem Kehrwieder ein aufwändig gestaltetes Backsteintor mit Türmchen, das bei der Eröffnung der Speicherstadt am 29. Oktober 1888 als „Haupttor“ der Einweihungsfeierlichkeiten genutzt wurde. Franz Andreas Meyer, der leitende Architekt des Speicherstadt-Projektes, hatte den Bau besonders repräsentativ gestaltet, denn hier fand mit der Legung des Schlusssteins der Brooksbrücke der Höhepunkt des Besuchs von Wilhelm II statt. Der Monarch wurde in einem aufwändig verzierten Boot von der Binnenalster zur Brooksbrücke gefahren und traf dort mit dem Ersten Bürgermeister Johannes Versmann zusammen. In Gegenwart des Hamburger Senats sowie des Reichskanzlers Otto von Bismarck und des Chefs des Generalstabs Helmuth von Moltke setzte der Kaiser am festlich geschmückten Südtor der Brooksbrücke symbolisch den Schlussstein und weihte die Speicherstadt damit ein. Der hierbei genutzte silberne Hammer sowie die symbolische Mörtelkelle werden heute im Speicherstadtmuseum ausgestellt.

## Die Brooksbrücke heute
Heute befindet sich der Schlussstein in der Flutmauer auf der gegenüberliegenden Seite. Dort war ursprünglich eine Statue der Figur Hammonia aufgestellt, die bereits seit dem Mittelalter in Bühnenwerken als Personifizierung Hamburgs in Erscheinung trat und oft mit Mauerkrone, Merkurstab, Anker und Bierfässern dargestellt wird. Die Figur und die ihr gegenüberstehende Germania waren vom österreichischen Bildhauer Aloys Denoth geschaffen worden und gingen gegen Ende des Zweiten Weltkriegs verloren.  Der Hamburger Bildhauer Jörg Plickat schuf im Jahr 2001 zwei neue Figuren, neben der Hammonia die Europa, die von J. J. Darboven gestiftet wurden und seit dem 11. Juli 2003 am Nordende der Brooksbrücke aufgestellt sind. Auf der gegenüberliegenden Seite stehen Statuen, die Friedrich Barbarossa und Ansgar von Bremen darstellen.

Die Brooksbrücke um 1895
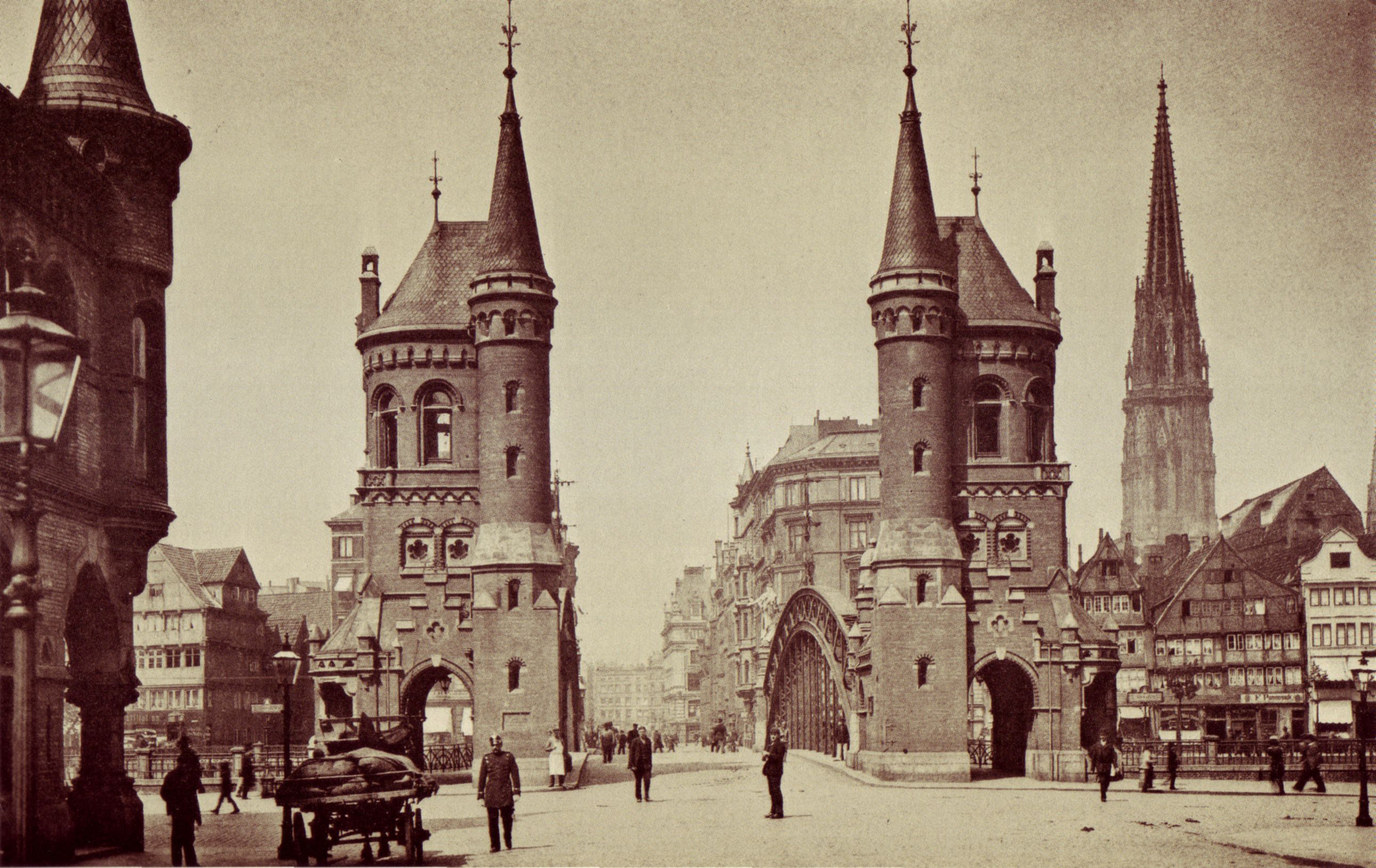
Südseite der Brooksbrücke um 1900
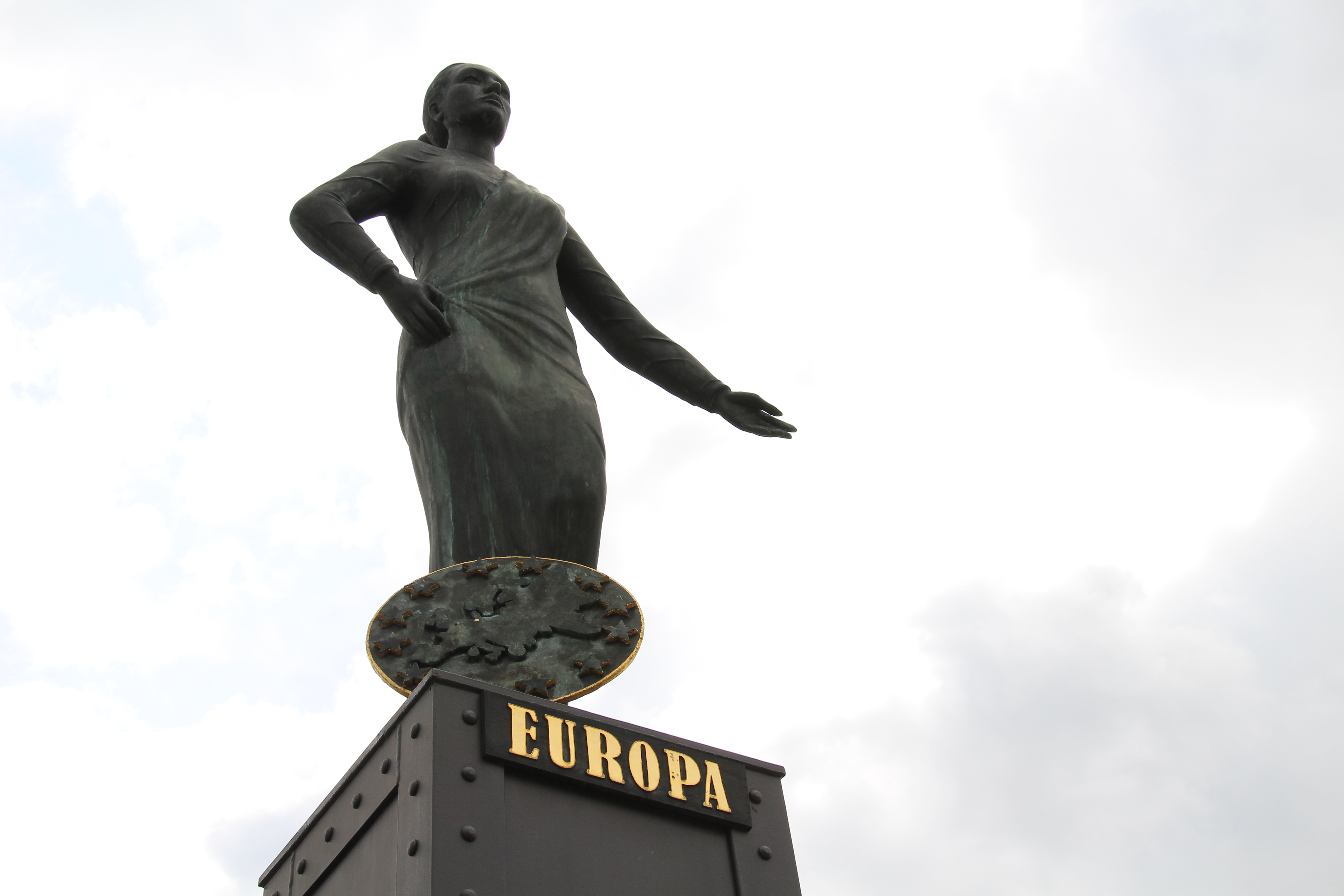
Die Europa
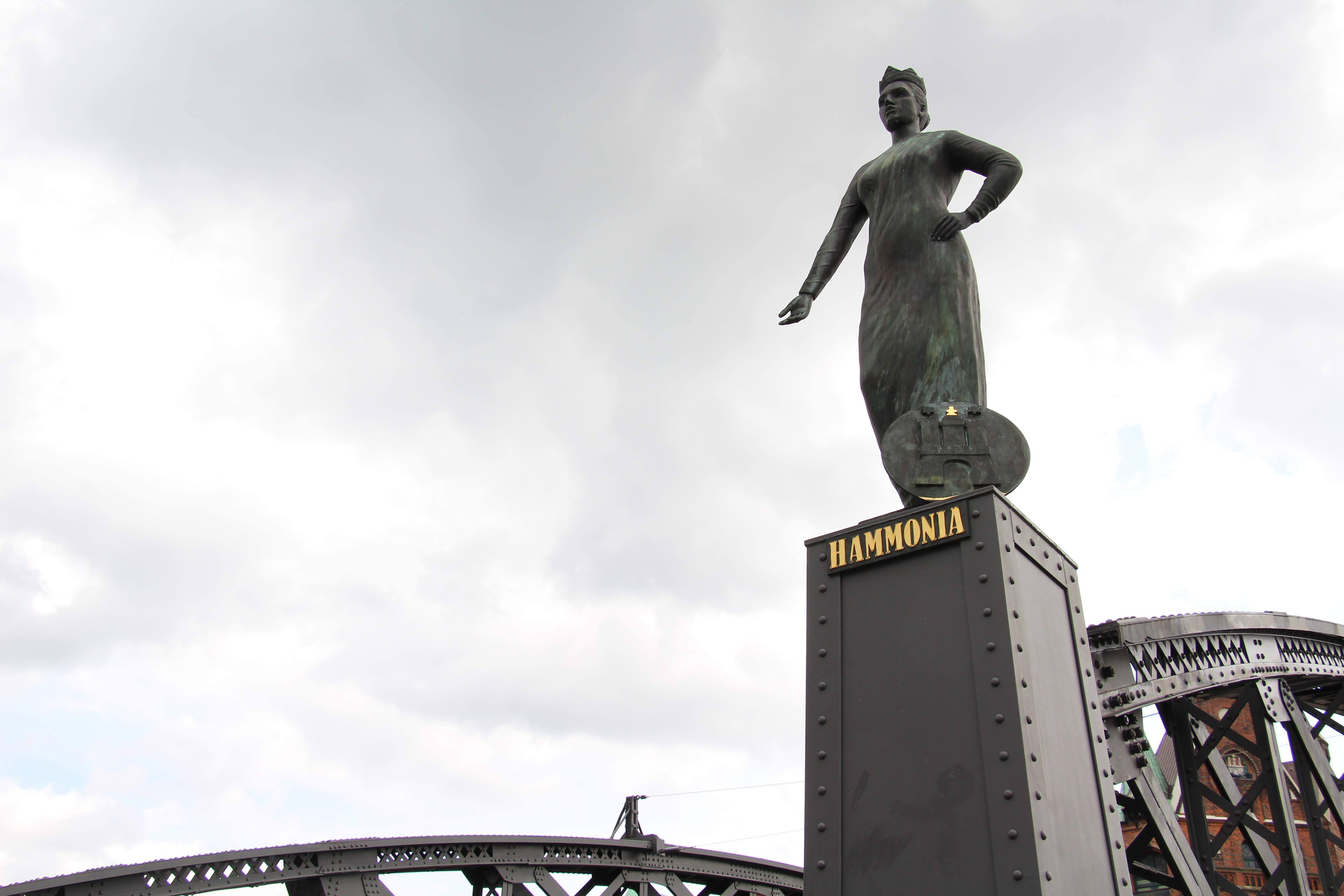
Die Hammonia

Das Bauwerk ist mit der ID-Nummer 14474 als Denkmal von der Hamburger Behörde für Kultur und Medien erfasst.